# ضرباهنگ موجی
ضرباهنگ موجی، ضرباهنگ سینوسی، ریتم سینوسی یا ریتم سینوسی قلب (به انگلیسی: Sinus rhythm) آهنگ ضربان قلب ناشی در گره سینوسی قلب است. ریتم سینوسی بر روی نوار قلب به صورت مجموعه‌ای منظم از امواج تکراری نگاشته می‌شود. در حالت طبیعی ریتم قلب از گره پیشاهنگ (S.A.N)در دهلیز آغاز شده و پس از انتقال به گره دهلیزی-بطنی (A.V.N) در بطنها منتشر می‌شود. به‌غیر از گره سینوسی (با ریتم متوسط۷۰ پالس دقیقه) در قلب، سلولهای گره دهلیزی-بطنی (میانگین۵۰ پالس دقیقه) و همچنین سلول‌های پورکینژ (حدود۳۰ پالس دقیقه) دارای توانایی ایجاد پالس و ضربان هستند و چون در حالت طبیعی ایجاد و تولید ضربان به عهده گره سینوسی می‌باشد به همین نام نیز (ریتم سینوسی) شناخته می‌شود چراکه در صورت از کار افتادن این ضربان‌ساز طبیعی و با توجه به پایین بودن فرکانس در دیگر ضربان‌سازهای قلب ریتم پورکینژ نشانه‌ای از کاردیوپاتی محسوب خواهد شد. در نتیجه این نحوه هدایت تحریک الکتریکی، ابتدا دهلیز و با فاصله کمی بطنها منقبض می‌شوند و همچنین ابتدا عضلات دهلیزها شل شده و سپس بطنها شل می‌شوند.
آریتمی قلبی به معنی غیرطبیعی بودن ریتم قلب است.
به‌طور طبیعی ضربان قلب انسان در حالت نرمال بین ۶۰ تا ۱۰۰ پالس است. مگر اینکه تحت تأثیر عوامل خارجی و داخلی باشد. ضربان قلب زیر ۶۰ پالس به‌طور کلی خطرناک است. البته این ضربان قلب در افراد مسن و ورزشکاران حرفه‌ای شاید طبیعی باشد ولی در افراد عادی بخصوص جوانان خطرناک است و نیاز به بررسی دارد.
- عواملی که باعث ضربان قلب غیرطبیعی زیر ۶۰ می‌شوند:
- مصرف برخی از گروه‌های مواد مخدرها
- مصرف داروهای آرامبخش ضد افسردگی و اضطراب
- سوء مصرف الکل
- فشار خون بالا
- افسردگی
- داروی‌ها تنظیم‌کننده فشار خون
- کم‌کاری غده تیروئید
- اختلالات روان پریشی
- فرسودگی بافت قلب به دلیل افزایش سن
- عدم تعادل الکترولیت‌ها
- برادی کاردی

ضربان بالای ۱۰۰ نیز مگر در شرایط استرس زا و هیجانی خطرناک است و نیاز به بررسی‌های پزشکی دارد. اگر شما در زمان استراحت و در وضعیت ساکن ضربان قلب بالای ۱۰۰ پالس دارید حتماً به پزشک مراجعه کنید تا بررسی‌های لازم انجام گیرد.
- عواملی که باعث ضربان قلب غیرطبیعی بالای ۱۰۰ می‌شوند:
- کم خونی (آنمی)
- کم‌آبی بدن
- عفونت خونی
- استرس و اضطراب
- قند خون پایین
- مصرف نیکوتین و کافئین زیاد
- برخی گروه از مواد مخدرها (مانند کوکائین و محرک‌ها)
- مصرف داروی‌های ضد آسم
- پرکاری تیروئید
- ورزش‌های شدید
- تاکی کاردی

## فرکانس
تعداد تپش (فرکانس کاردیاک) طبیعی به صورت زیر تعریف می‌شود که بیشتر از این تعداد، تاکی کاردی و کم‌تر از آن، برادی‌کاردی نام دارد، هم چنین باید توجه داشت که در مواقع فعالیت با تحریک سیستم سمپاتیک و آزاد شدن نوراپی نفرِین ضربان قلب تندتر می‌شود:
- در نوزاد(۱ تا ۳۰ روزه): ۱۴۰ تا ۱۶۰ تپش در دقیقه
- شیرخواران(۱ تا ۳ ساله): ۱۲۰ تا ۱۴۰ تپش در دقیقه
- کودک(۳ تا ۱۲ ساله): ۱۰۰ تا ۱۲۰ تپش در دقیقه
- بزرگسالان: ۶۰ تا ۱۰۰ ضربان در دقیقه

## بررسی ضربان قلب

نوار قلب (الکتروکاردیوگرام) یا ECG که نحوه حرکت موج تحریک الکتریکی در قلب را نشان می‌دهد در حالت طبیعی ابتدا موج تحریک الکتریکی دهلیز (P) را داریم. سپس موج تحریک الکتریکی بطن با کمپلکس QRS دیده می‌شود. بازگشت سلول‌های بطنی از حالت تحریک شده به حالت عادی با موج T در نوار قلب دیده می‌شود. بازگشت سلول‌های دهلیزی از حالت تحریک شده به حالت عادی چون همزمان با تحریک سلول‌های بطنی است در نوار قلب موج جداگانه‌ای را ایجاد نمی‌کند.
البته باید بدانیم که همه این موج‌ها در همه لیدهای دوازده‌گانه نوار قلب حضور ندارند یا یک شکل ثابت ندارند.
ضربان قلب را می‌توان با نبض شریانی لمس کرد، با گوشی سمع کرد و با اکوکاردیوگرافی یا اسکن رادیوایزوتوپ مشاهده کرد.